# ネモ (ガンダムシリーズ)
ネモ (NEMO) は、「ガンダムシリーズ」のうち宇宙世紀を舞台とする作品に登場する架空の兵器。有人操縦式の人型機動兵器「モビルスーツ (MS)」のひとつ。初出は、1985年に放送されたテレビアニメ『機動戦士Ζガンダム』。
作中の軍事勢力の一つである反地球連邦政府組織「エゥーゴ」の主力機で、ジムIIの後継機。量産機として多数が登場する。
本記事では、外伝作品などに登場するバリエーション機についても解説する。

## 設定解説
グリプス戦役当時においてすでに旧式化していたジムII、高性能と引き換えに生産性に難があったリック・ディアスに替わるエゥーゴの主力機。設計・製造はアナハイム・エレクトロニクスが担当した。当初は、ほぼ同時期に完成したマラサイを主力機として導入するはずだったが、マラサイが政治的取引によって大半の機体がティターンズ側に導入されたため、急遽ネモが主力機として導入された経緯をもつ。型式番号は、百式以降3番目に登録されていた機体として「003」が与えられている。
ジムの発展形として位置付けられ、スラスターの配置などはジム・スナイパーIIの設計を参考にしている。一方、ジオン公国製MSの技術も反映されており、連邦製MSとの技術的融合がなされた機体でもある。内部構造には百式などで培った技術をもとにコストダウンがなされたムーバブル・フレームを採用しており、重力の有無を問わない高い汎用性と機動性を獲得した。装甲材にはガンダリウム合金を採用し、ジムIIを凌駕する高性能を発揮する。
本機は連邦系・ジオン系を問わない装備互換性をもつ。機体装備は新規のシールドを除き、ジムIIやリック・ディアスのものを流用している。
標準塗装はエゥーゴのシンボル・カラーである緑と、濃紺を基調とするが、第11話ではリック・ディアスと同じ色で塗られた機体がサラミス改から発進する姿が一瞬だけ確認できるほか、第17話の冒頭ではベン・ウッダーの指揮下にあるスードリのMSデッキに、連邦軍カラーのジムIIと同じ赤と白で塗られた鹵獲機が数機置かれている。また、劇場版『機動戦士ΖガンダムIII A New Translation 「星の鼓動は愛」』のラストではアーガマに集結しているMS群の中に、左舷中央付近にジムIIのエゥーゴカラーで塗られた本機らしき機体が確認できる。

### 武装
60mmバルカン砲
頭部両側に2門を内蔵。牽制から威嚇、近接戦闘に使用される。
ビーム・サーベル
リック・ディアスのものと共通の装備。出力は0.4MW。リアスカートに2基を装備する。
ビーム・ライフル
型式番号：BR-S-85-C2（AEボウワ社製：出力1.9MW）。ジムIIと共通の装備。射程こそ短いものの速射性が高いことから、取り回しに優れる。
シールド
ウェポンラックを兼ねた対ビームコーティング仕様の防御兵装。取り回しを考慮し、上下への伸縮機構を備える。初期はジム系シールドを装備している機体も見られる。
ジム・ライフル
型式番号：HWF GR・MR82-90mm。ホリフィールド・ファクトリー・ウェポンズ社製のライフルで、口径90mm、装弾数30発、地上有効射程は6200m。一年戦争後に開発された火器であり、同規格の装備がいくつか存在するが、ロングバレル仕様はジム・ライフルと呼称される。
90ミリブルパップマシンガン
型式番号：HWF GMG・MG79-90mm。ジム・ライフルと共通規格の武装で、「ジム・マシンガン」とも呼ばれる。装弾数20発、地上有効射程は5300m。
アニメ版『UC』劇中で、トリントン基地配備の機体が使用する。
170ミリキャノン砲
MS用の大型火砲。グリップが逆手持ちになっており、両手で保持する。
アニメ版『UC』劇中で、トリントン基地配備の機体が使用する。
ビーム・カノン
運用効率の悪い百式のメガ・バズーカ・ランチャーに代わる、奇襲用の長距離武装。照準カメラ・センサーや固定用ピックなどといったオプションの装着が可能であり、MS側は頭部カメラアイに専用ゴーグルを装着する。同兵装の運用データはΖガンダムのハイパー・メガ・ランチャーなどエゥーゴの長距離武装に反映される。
そのほか
リック・ディアスの武装も使用可能。

### 劇中での活躍
テレビ版『機動戦士Ζガンダム』では、ジムIIに代わるエゥーゴの主力MSとして多数登場。エゥーゴ初の地球侵攻作戦であるジャブロー侵攻作戦において主力機として投入され、同作戦で残存した機体はロベルト中尉らによって宇宙におけるエゥーゴの拠点データを消去された後、地球上における協力組織カラバへ譲渡された結果、同組織の主力機として活躍する。キリマンジャロ襲撃戦ではド・ダイ改に乗り、アムロ・レイのディジェやジムIIと共にアウドムラを母艦として戦う。
強化人間のロザミア・バダムが搭乗した際には、ロザミアのパイロットとしての腕と相まってカミーユ・ビダンのΖガンダムを追跡する機動性を発揮する。さらには、追従するクワトロ・バジーナの百式が放つビーム・ライフルの射撃を回避してハイザック1機を撃破するなど、活躍する場面もある。ティターンズのヤザン・ゲーブル中尉が搭乗したハンブラビがレコア・ロンド少尉と交戦している最中には、一般兵が搭乗した本機がビーム・ライフルでハンブラビの片手を破壊している。
劇場版『機動戦士Ζガンダム A New Translation』では、エゥーゴがガンダムMk-IIを奪取した時点ですでに配備されていた本機が確認できるため、ガンダムMk-IIのムーバブル・フレームの技術が取り入れられたとされているテレビ版での設定とは、矛盾が生じている。
『機動戦士ガンダムΖΖ』では、序盤でアーガマの格納庫内に1機が存在している他、第12話のラビアンローズで修理中か解体中の本機が確認できる。
雑誌企画『ADVANCE OF Ζ ティターンズの旗のもとに』では、専用ビーム・カノンを装備した本機が登場。カール・マツバラの乗るガンダムTR-1［アドバンスド・ヘイズル］を撃墜する。ロング・シールドブースターを3枚装備したマキシム・グナーの専用機はウェス・マーフィーの乗るギャプランTR-5［フライルー］1号機と相打ちになり、両機ともに大破する。
漫画『機動戦士ガンダム エコール・デュ・シエル』では、データ収集用の複座型が登場。これに乗ったアスナ・エルマリートが、ティターンズから奪取したガンダムMk-IIとの模擬戦闘を行う。
『機動戦士ガンダムUC』では、一線から退いた旧式化機体としてトリントン基地に配備されており、さらに旧式のMSで構成されたネオ・ジオン軍残党の襲撃に翻弄される。ダカールにも2機が配備されていた（1機はジム・ライフルを装備）が、ジュアッグに襲撃されて2機とも撃破される。ダカール配備の機体は薄いブルーとダークブルーの2色、トリントン基地配備の機体は青とデザートピンクのデザートカラー。いずれも、『ΖΖ』当時よりも高頭身に再デザインされている。
漫画『機動戦士ガンダムF90 ファステストフォーミュラ (F90FF)』では、0116年にサイド1コロニー「バーラト」で暴動を起こしたエゥーゴOBの哨戒機として、ジム・キャノンIIとともに1機が登場。特殊部隊「ファステストフォーミュラ (FF)」のバズ・ガレムソン専用Gキャノンのロング・ライフルに狙撃され、胴体を射抜かれる。
『機動戦士クロスボーン・ガンダム ゴースト』では、ブラックロー運送が所有するレストアMSの1機として登場。マリア・シティのザンスカール軍に作業用MSとして売り込まれているが、正体は偽装としてネモの外装を取り付けたデスフィズであり、第30話で偽装を解き、サーカスと交戦している。

## バリエーション

### ネモ改
雑誌｢B-CLUB」の連載企画『Z-MSV』において百式改と共にラフ画で描かれた機体。
ビームガンとビームランチャーをバックパックに装備し、左肩側に砲身を配置して背部にウィングを装備している点以外は、ノーマルのネモと同様である。また、従来のネモのビームライフルよりも大型のビームライフルを携行している。
『RPGマガジン』1999年1月号掲載の読者参加型テーブルトークRPG「機動戦士ガンダム Ζの鼓動」には、異なる装備の「ネモ改」と呼ばれる機体が登場する（型式番号：MSA-003N）。バックパックにリック・ディアスのバインダーを増設し、ジェネレーター出力が5%程向上したため、より高出力のビームライフルの装備が可能となったとされる。

### ネモII
メカニック・デザイン企画『Ζ-MSV』におけるネモIIIの文字設定に登場したのが初出で、ゲーム『機動戦士ガンダム ギレンの野望 アクシズの脅威V』で外観が設定された（型式番号：MSA-004）。
エゥーゴがティターンズの新型機に対抗するため、AE社に極秘裏に発注したネモの改良発展型。ジェネレーター出力を向上および安定化し、高火力の兵装に換装することで高性能化を目指すが、出力の向上が難航し、代替案としてEパック式ビーム・キャノン装備型であるネモIIIが用意される。外観はネモIIIからビーム・キャノンを除いたものとなっているが、塗装はネモを踏襲しており、武装も結果的にネモと同じビーム・ライフルとシールドを携行している。

### ネモIII
『Ζ-MSV』で設定され（初出は雑誌『B-CLUB』第6号）、のちにOVA『機動戦士ガンダムUC（ガンダムUC）』にも登場。デザインは藤田一己。
開発が難航するネモIIに替わってAE社が用意した機体で、ネモIIの武装強化型でもある。失敗したジェネレーターの出力アップの代替案として、バックパックから左肩口にEパック式（バックパック両側面にタンク状のEパックを接続）のビーム・キャノン（出力5.4メガワット）を装備。キャノンの装備について「対艦・対MA戦にも耐えうる高火力機を実現」と説明している媒体もある。バックパックはバインダー・ユニットも兼ねており、機動性も向上している。外観は頭部と前腕部を除けばネモの面影はなく、火力に加えて運動性や防御力とすべての点において強化されている。『B-CLUB』第6号に記載されたスペックでは出力1.9メガワットのビーム・ライフルを装備するとされるが、設定画は用意されておらず、誌上では小林とおるによる作例と、藤田による短編漫画風イラストに描かれた銃器の二種類のデザインを確認できる。また、スペックにビーム・サーベルが記載されているが、収納部位は明示されていない。
OVA『機動戦士ガンダムUC』episode 4に登場する機体は頭部左側にバルカン砲が上下2門描写されており、その後に連載された『ガンダムUC』の外伝作品である漫画『機動戦士ガンダムUC 星月の欠片』5話に登場する機体はバルカン砲が頭部の両側に上下2門の計4門描写されている。その後、『機動戦士ガンダム オンライン』などのゲーム媒体においても4門のバルカン砲を搭載した機体が登場することがある。
エゥーゴの指導者ブレックス・フォーラ准将が暗殺された結果、AE社との疎通がうまくいかなくなり、1号機の完成はアクシズがゼダンの門にぶつけられた当日（宇宙世紀0088年1月18日）となっている。また、宇宙世紀0096年には連邦軍トリントン基地に少数が配備されている。カラーリングはオレンジを基調とし、一部が濃淡グレーで塗られている。
劇中での活躍
漫画『ダブルフェイク アンダー・ザ・ガンダム』では、宇宙世紀0090年にガンキャノン・ディテクターやバージムとともにコロニー防衛のために出撃する。
漫画『F90FF』では、0116年にサイド1「バーラト」で暴動を起こしたエゥーゴOBのMSの1機として、鎮圧に出撃したFF隊をガンキャノン・ディテクターやバージム（C2型）とともに宇宙で迎え撃つが、ミズマ・ムエルテのヘビーガン重装攻撃型に撃破される。
OVA『機動戦士ガンダムUC』では、episode 4において宇宙世紀0096年のトリントン基地に配備された内の1機が登場する。ジオン残党軍によるトリントン基地襲撃の際、建物の陰にいるところをファット・アンクル改に乗ったザクI・スナイパータイプに上空からコックピットを狙撃され、撃破される。
漫画『機動戦士ガンダムUC 星月の欠片』では、5話に地球連邦軍のジュン・ビオレッタ中尉およびアルバ・メルクルディ中尉の乗機として登場。宇宙世紀0093年の地球上でジオン残党のガルスJ、ガルスKと交戦している。
各媒体への出演
ゲーム『機動戦士ガンダム オンライン』では、武装の選択肢としてジムIIと同型のビーム・ライフル、ネモと同型の170mmキャノン、クレイ・バズーカが用意されている。また、頭部バルカン砲は4門となっている。
ゲーム『機動戦士ガンダム バトルオペレーション2』に登場する機体は、機体入手時の主兵装としてジムIIと同じビーム・ライフルを装備しており、所有していればジム・カスタムなどの装備であるジム・ライフルにも変更可能となっている。また、ビーム・サーベル（通常のネモと同じだが柄が白い）はリア・スカートに横向きにマウント、頭部バルカン砲は4連装となっている。新規ユニットとして追加された際に同ゲームの公式サイトで公開されたイラストでは、格納庫内に3機が描かれ、その内の1機に向かってビームが天井を突き破る瞬間が描写されている。

### ネモ・カノン
NEMO CANNON （型式番号：MSA-003 / MSA-003K）
雑誌企画『ADVANCE OF Ζ ティターンズの旗のもとに』に登場。
ネモにロング・シールド・ブースターを装備した砲撃戦用の機体。このロング・シールド・ブースターはエゥーゴの共通規格に合わせて開発されているため、他の機体でも使用可能となっている。また、シールド内にはジェネレーターを内蔵し、本体の出力に依存しないメガ粒子砲を使用可能。頭部にはセンサー保護用のフェイスカバーが取り付けられる。
マキシム・グナーやエゥーゴ一般兵が搭乗。グナー機やゾラ隊所属機は一般機とカラーリングが異なる。
なお、同作品以前に発行された書籍『機動戦士ガンダム MS大全集』に「ネモキャノン」というMSが掲載されたが、あくまで「幻のモビルスーツデザイン集」に収録されたラフデザインである。バックパックにキャノン砲を2門装備する。

### ネモ・ディフェンサー
NEMO DEFENCER （型式番号：MSA-003+FXA-05D）
雑誌企画『ADVANCE OF Ζ 刻に抗いし者』に登場。
ネモの背部にGディフェンサーを接続した機体。ネモ本体はガンダムMk-IIのバックパックに換装されているほか、頭部も改修されている。バックパックの換装は「ジムIII計画」に関連してネモ後継機の量産化をAE社が目論んでいるためである。また、のちに地球連邦軍と特許問題が発生するのではないかとも言われている。
Gディフェンサーのコクピットは早期警戒ユニットに換装されており、最初からドッキングされた状態で運用される。
ガンダム［ケストレル］の随伴機であり、ダニカ・マクガイアが搭乗する。

### ネモ・リメス
NEMO RIMES （型式番号：MSA-003R）
漫画『機動戦士ガンダム ヴァルプルギス』に登場。
原型機で腰に装備されていたビームサーベルは排除されており、胴体とバックパックがガンダムMk-IIと同系のものに変更され、プロペラントタンクを2本装備できるようになっている。頭部は額部にトサカ状のセンサーが追加されている。カラーリングはネモを踏襲し、一部はグレーで塗り分けられている。パイロットは連邦軍グラナダ基地所属のレント・ナスカ大尉。

### ネモ・ハイマニューバー
NEMO HIGH MANEUVER （型式番号：MSA-003HM / MSA-004）
模型誌『モデルグラフィックス』および別冊『GUNDAM WARS PROJECT Ζ』に作例が掲載された。「ネモ改（高機動試作型）」とも呼ばれる。
バックパックを百式のものに換装し、バインダーも同機のものを装備する。また、肩部や脚部のスラスターがノズルタイプのバーニアとなっている。宇宙空間でのヒット・アンド・アウェイ戦法を主眼に開発されているため、武装はショート・バレルのバズーカを携行する。これはガンダムMk-II用のものをベースにしており、マガジンの配置が上部に変更されている。実戦テストが開始されているが、その後の去就は不明。

### ネモ・ベラトール
スマートフォンゲームアプリ『機動戦士ガンダム U.C. ENGAGE』に登場するゲームオリジナルMS（型式番号：MSA-003NM）。
グリプス戦役の後半、おもな戦場が宇宙に移りティターンズ側が複数の新型MSを投入してきたのに対し、ネモの空間戦闘能力強化プランが発案され、エース仕様のハイマニューバータイプに併せて本機が開発される。機動性・運動性を強化するため、調達もしやすかったとされるリック・ディアスのブースター・バインダーを装備。脚部は百式のカーフ・スラスターを踏襲し、安定した機動性を誇る。武装はAE社が開発を引き継いだメガ・ビーム・ライフル（ΖIIと同型）を携行し、火力の強化も図られている。前衛向けの改修がほどこされたことから、名称に戦士の意である「ベラトール」が付与されている。カラーリングはネモを踏襲する。

### 早期警戒型ネモ
パソコンゲーム『機動戦士ガンダム アドバンスド・オペレーション』に登場（型式番号：MSA-003E）。
ネモを早期警戒型に改修した機体。高出力センサーやレドームなど強力な索敵システムを搭載したバックパックが特徴。

### ネモ（チョバムアーマー装備）
雑誌『ガンダムエース』2016年12月号増刊『ガンプラエース』掲載の曽野由大の漫画「機動戦士ガンダム PLACE TO BE」に登場。名称は便宜的なものであり、作中では語られない。
民間軍事会社「ウィドウメーカーズ」が運用する機体で、全身にガンダムNT-1やジム・キャノンIIのチョバムアーマーに酷似した増加装甲をまとっている。ミサイル・ランチャーのようなものを増設した標準のビーム・ライフルを携行し、リ・ガズィのBWSのような状態で航空機に空輸される。主なパイロットはパット・アリソン大尉。

### ネモ・ライトアーマー
「Ζガンダムエース」に掲載された羽生生純の漫画「イナバノシロヒトクイウサギ」に登場。名称は便宜的なものであり、作中では語られない。
装甲を極限まで削り、頭部と足首より下以外の個所はほぼフレームむき出しの外観をした機体で頭部にはウサギの耳を彷彿とさせるプレートが2枚装備された白とピンクに塗装された専用カスタム機。
武装は標準のビーム・ライフルを片側を上下逆さまにして側面でつなぎ合わせた専用カスタムのものを両手に2丁装備している。
グリプス戦役のドキュメンタリー番組内でパイロットのキュウ・ヤマダダの乗機として紹介された1コマに限る為、外観以外の詳細は不明。

### ネモ・ストライカー
『ガンダムエース』2017年9月号増刊『ガンプラエースSPECIAL』掲載の曽野由大の漫画「ストライカー イン トリントン Ninja of the Torington Base」に登場。名称は便宜的なものであり、作中では単に「ストライカー」と呼ばれる。
ネモにジム・ストライカーと同様のウェラブル・アーマーを装着し（胸部、肩部側面、前腕、腰部フロント・アーマーのみ）、ツイン・ビーム・スピアとグラップ・シールドを携行・装備する。
ストライカー系のMSを乗り継いできた教導隊「ネメシス」のユージ・アルカナが搭乗。宇宙世紀0096年にトリントン基地を襲撃したジオン残党軍と交戦し、イフリート・シュナイドと一騎討ちをおこなう。